# بروتن
بروتن (بالألمانية: Brütten) هي إحدى بلديات مقاطعة فينترتور في كانتون زيورخ في سويسرا. تبلغ مساحتها 6.67 كيلومتر مربع، ويقدر عدد سكانها بـ 2022 نسمة (حسب تعداد ديسمبر 2017).

## أعلام
- إتوري سيلا